# Parnassia cirrata
Parnassia cirrata är en benvedsväxtart som beskrevs av Charles Vancouver Piper. Parnassia cirrata ingår i släktet Parnassia och familjen Celastraceae. Inga underarter finns listade.